# Koncert na rzecz Bangladeszu
Koncert na rzecz Bangladeszu – nazwa serii dwóch, pierwszych w historii, rockowych międzynarodowych koncertów dobroczynnych, zorganizowanych jednego dnia, 1 sierpnia 1971 (czternaście lat przed Live Aid) w nowojorskiej sali Madison Square Garden. Koncerty dla około 40.000 słuchaczy odbyły się w dwóch turach: po południu i wieczorem. Głównymi organizatorami i uczestnikami koncertów byli George Harrison (gitara, śpiew), Eric Clapton (gitara), Bob Dylan (gitara, harmonijka, śpiew) i Ravi Shankar (sitar, śpiew); oprócz nich wzięli udział także Klaus Voormann, Billy Preston, Leon Russell, Don Preston i inni. Harrison namawiał do udziału w koncercie także byłych Beatlesów – Lennona, McCartneya i Starra, ale ostatecznie tylko Ringo Starr wyraził zgodę i wziął w nim udział.
Koncerty zorganizowano z zamierzeniem zgromadzenia środków finansowych na potrzeby uchodźców - ofiar trwającej wówczas już od czterech lat krwawej wojny o autonomię Pakistanu Wschodniego, zwanego też wówczas Bengalem Wschodnim, dzisiejszego państwa Bangladesz.
Podczas koncertów powstały nagrania, które złożyły się na trzypłytowy album „The Concert for Bangla Desh”. Same koncerty przyniosły bezpośrednie wpływy w wysokości prawie ćwierć miliona dolarów, które choć zostały przez organizatorów niezwłocznie przekazane dla UNICEF, to przez rządy amerykański i brytyjski na wiele lat zamrożone. Przekazane później na potrzeby dobroczynne wpływy ze sprzedaży nagrań płytowych wyniosły piętnaście milionów dolarów.